# Côte d'Or
Côte d'Or (на френски: Златен бряг) е марка белгийски шоколад, създадена от компанията Neuhaus през 1883 г., която я продават на Жозеф Бисвал през 1898 г.
Наречена е на Златния бряг – днешна Гана, откъдето се доставя част от какаото, използвано при производството на шоколада.
През 1906 г. Бисвал и Ламбер Михилс основават Alimenta (Côte d'Orот 1964 г.), която се превръща във водещ производител на шоколад в Белгия. Производството на Côte d'Or е прекъснато между 1940 и 1946 г., когато затруднените доставки по време на Втората световна война влошават качеството на шоколада и Alimenta решава временно да използва марката Congobar. Компанията е закупена от Jacobs Suchard и днес е част от Kraft Foods през 1987 г.